# Doubs
|  | Per a altres significats, vegeu «Doubs (desambiguació)». |

El Doubs o Dubs (25) és un departament francès situat a la regió de Borgonya-Franc Comtat. Inclou la República de Saugeais.

## Història
El departament del Doubs és un dels vuitanta-tres departaments creats l'any 1790, durant la Revolució Francesa. Va ser format a partir d'una part de l'antiga província del Franc Comtat.
L'any 1793, s'hi incorporà la república de Mandeure, annexionada per la força per França. Posteriorment, el 1816, també s'hi incorporà el antic principat de Montbéliard, que anteriorment havia format part del departament de l'Alt Rin.